# 劇場

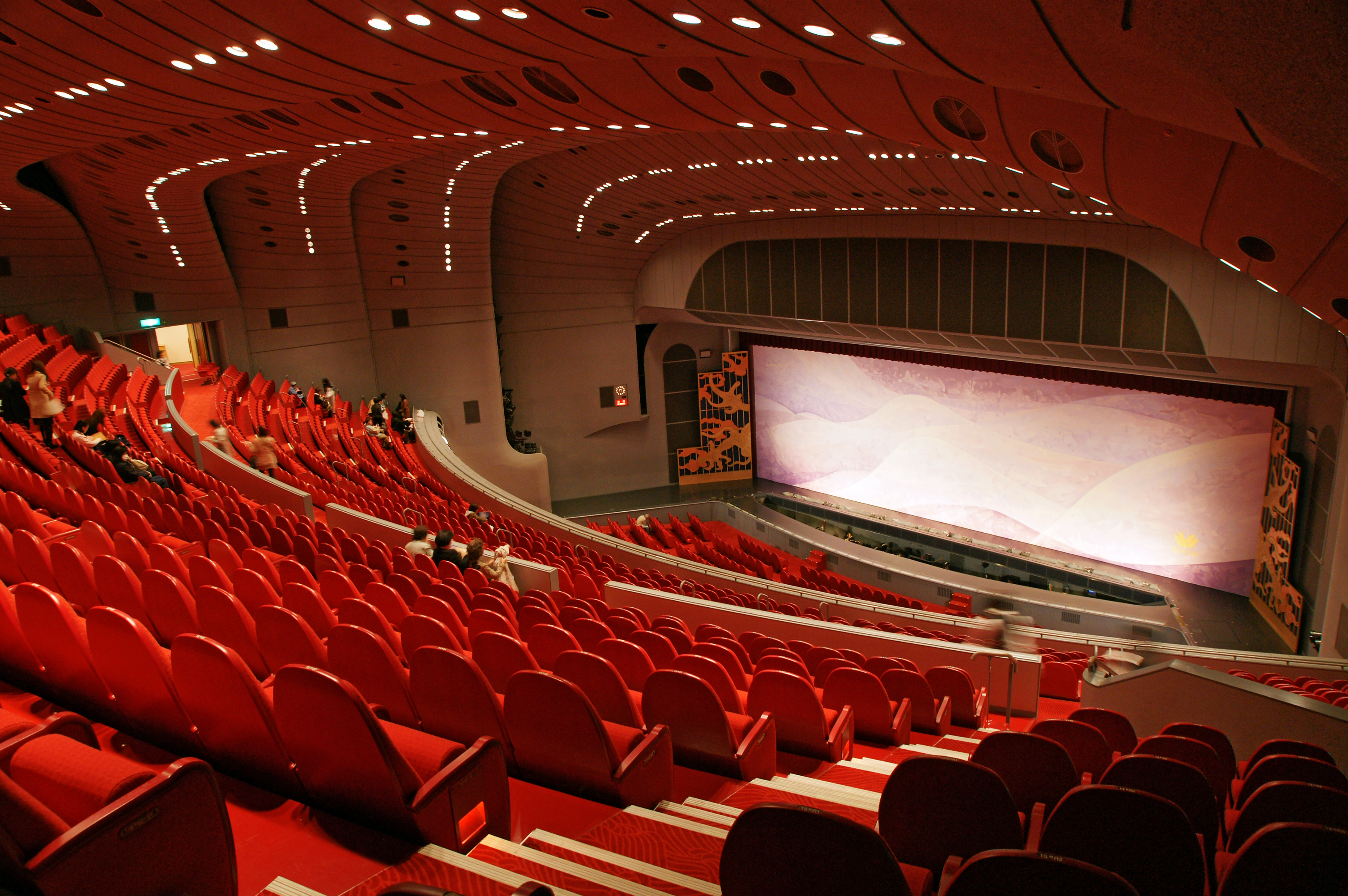
プロセニアム・シアター（宝塚大劇場）

劇場（げきじょう、英語: theatre, theater）とは、映画、演劇、歌舞伎、舞踊、オペラ、バレエ、コンサートなどを観客に見せるための施設。
主に上演されるコンテンツの種類に合わせて舞台や音響効果などを設計・建設された施設もあり、オペラは歌劇場、日本の能楽では能舞台、コンサートはコンサートホールと称することが多い。
演劇は日本では古くから芝居と呼ばれ、江戸時代から昭和初期にかけて各地に芝居小屋が建てられた。各地の郷土芸能や地芝居ばかりではなく、巡業する「ドサ回り」（佐渡を裏返した言葉）の芸人やその一座が劇を演じた。一部は現存し、重要文化財に指定されている芝居小屋もある。
現代でも中小の劇団が公演を行う小規模な劇場を特に芝居小屋と呼ぶことがあり、大きな劇場であっても演劇関係者は業界用語としてこれを「小屋」と呼ぶことがある。演劇は、倉庫など劇場以外の建物内や路上など野外で行われることもあるが、これらの場所は演出空間ではあっても劇場とは呼ばない。
後に芝居小屋の多くは映画を上映する設備を備えるようになり、娯楽の移り変わりに伴い映画館へと役割を変えていった。このため、演劇を上演しない映画館であっても「劇場」と名付けられているものが多く残っている。現代においても、映画館を指して「劇場」と表現する場合は多い。テレビドラマやテレビアニメ等の映画化作品を「劇場版」と銘打つ、映画を放送するテレビ番組のタイトルに「…洋画（ / 邦画 / 映画）劇場」などと名付ける、といった例も挙げられる。

## 劇場の様式
劇場の様式は、そこで上演される作品と同様に多種多様である。多くの劇場では、演技空間である舞台と、観客席、そして舞台装置などを納める舞台裏と、俳優らの控え室である楽屋が備わっている。オペラやミュージカルを上演するための専用の劇場では、これらの他にオーケストラピットなども用意されている。完全に平らな空間のみの劇場もあり、そのような空間では上演内容に合わせて舞台や客席の配置を調節できるようになっている。

### 分類
劇場は、舞台と客席の位置関係によって以下のように分類できる。
1. 舞台と客席の位置関係が固定されているもの
  1. 空間の片側が舞台で、片側が客席になっているもの（プロセニアム形式、シューボックス型）
  2. 舞台が客席に突き出し、複数の方向から客席が囲んでいるもの（張り出し舞台、オープン形式）
  3. 舞台が空間の中央にあり、客席が取り囲んでいるもの(円形舞台、ヴィンヤード型）
2. 演目・演出により、舞台と客席の位置を自由に配置できるもの

以下に劇場の代表的様式を解説していく。これらのうち、古代ギリシャの劇場とエリザベス朝時代のイギリスの劇場は、後述の張り出し型舞台に分類されるべきものだが、西洋の古典的舞台を紹介する意味で掲載してある。また、歌舞伎と能の劇場も張り出し舞台に分類できるが、日本の伝統演劇の様式を紹介する意味で紹介する。

### 古代ギリシア演劇
古代ギリシアでは、劇場は丘などの斜面を削って建造された。野外劇場だが、演者や合唱隊の声がよく届くよう音響効果の優れた構造が取られている。劇場全体はすり鉢状になっており、底の部分に俳優が演じる舞台（プロスケニオン）と、合唱隊用の平土間（オルケストラ）があった。客席は、すり鉢の斜面部分に、舞台を半円形に囲うように作られた。収容人数は最大規模のもので2万人程度と言われている。
現代の劇場でも、古代ギリシアの劇場の様式を模したり、何らかの形でそのコンセプトを取り入れたりしている劇場は少なくない。日本では、彩の国さいたま芸術劇場の小ホール（最大客席数346名）や日比谷野外音楽堂（客席数2669名）、上野恩賜公園水上ステージ（客席数約1000人）などがある。

### エリザベス朝演劇
ルネサンス期のイギリスでは、エリザベス1世の時代に独特の演劇文化が花開いた。
建築物部分は三層になっており、規定の料金を払った観客はここに上がり座って観劇することができた。1階の平土間は立ち見用の観客席となる。舞台は平土間に突き出すような形で設置されており、その上部には柱に支えられた屋根がある。建築物部分とこの舞台上以外に屋根はなく、平土間上部は陽光を取り入れるために吹き抜けとなっている。
収容人数は劇場によって異なるが、シェイクスピアの書き下ろし戯曲が上演されていたロンドンのグローブ座では、2000人を越える観客が観劇できたという。
日本では、1988年に完成した東京グローブ座が、ロンドンにあったグローブ座を模した劇場としてある。

### 能、狂言

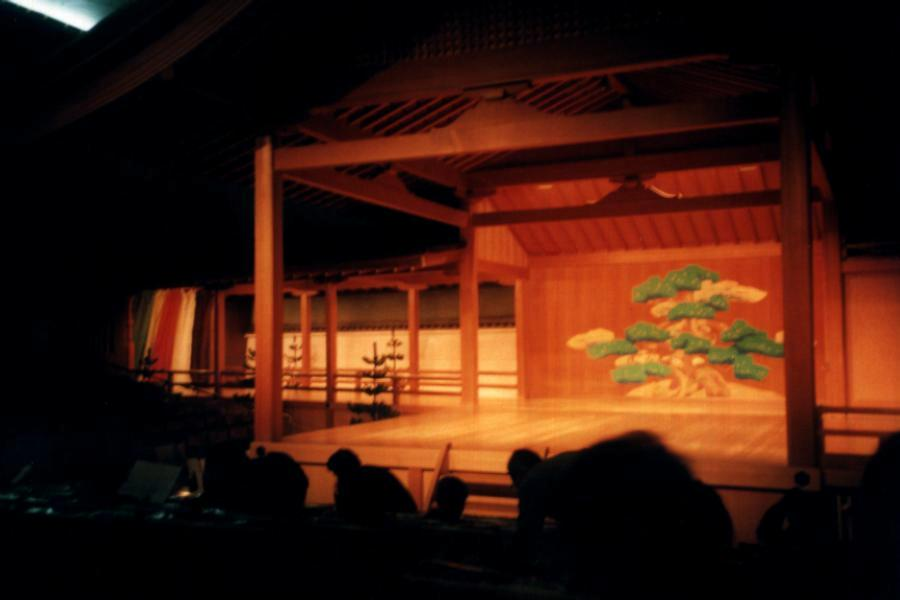
能楽堂

能や狂言は、能舞台で上演される。ここでは明治以降に成立した能楽堂の様式に基づいて説明する。
主舞台となるのは柱に囲われた三間四方の板張りの空間。向かってその右側には、「地謡座（じうたいざ）」と呼ばれる場所があり、シテ（主役）の演技に会わせて合唱をする地謡が座る。主舞台の奥には「後座（あとざ）」があり、楽器の演奏者である「囃子方（はやしかた）」が位置する。さらにその奥は「鏡板（かがみいた）」と呼ばれる老松の絵が描かれた壁がある。後座の向かって左側には「橋掛り（はしがかり）」と呼ばれる廊下がある。ここで演技が行われることも多い。橋掛かりの前には、主舞台に近い順に、「一の松」「二の松」「三の松」と呼ばれる松の若木が植えられている。橋掛かりの奥には、「揚幕（あげまく）」もしくは切幕（きりまく）」という幕越しに、鏡の間と呼ばれる部屋がある。
いわゆる能舞台が定着したのは室町時代末期頃と考えられている。それ以前、即ち現在の能が成立する以前は、神社内の建築物や芝生、屋外に仮設置された舞台などで演じられた。舞台が屋内に入ったのは明治時代からで、この屋内型の能舞台にも屋根があるのは、能が屋外で演じられていた頃の名残である。現在各地で薪能が盛んになり、屋外での公演がなされているので、以前の能の雰囲気も知られる。
能舞台は細かく様式化されており、柱一本一本や地謡座・後座内の位置などに全て名称が付けられているが、ここでは省略する。舞台の下の地面には数個の甕を埋めて、音響効果の工夫がしてある。
古い神社などに残るものや、新設された屋外型の能舞台も、主舞台があり橋掛りがある空間の基本構造はほぼ上述の能舞台と同様である。

### 歌舞伎
初期の歌舞伎は能舞台の様式を模していたが、次第に橋掛かり部分が拡大し、舞台空間が拡がっていった。また初期には屋外に舞台が仮設され、観客は芝居（芝の上）で観劇していた。やがて市中に芝居小屋が建てられるようになるが、屋根は舞台の上のみで、観客は土間に座って観劇したため、雨天の上演はできなかった。瓦葺の屋根を備えた芝居小屋が初めて建てられたのは1724年（享保9年）のことである。
歌舞伎の劇場はその複雑な機構に大きな特徴がある。これには静寂で二次元的な洗練を極めた能の反動として、歌舞伎がより躍動的で三次元的な見世物として発達していったこと、そして人形を使うことで幻想的表現が可能な人形浄瑠璃から強い影響を受けたことなどが理由としてあげられる。

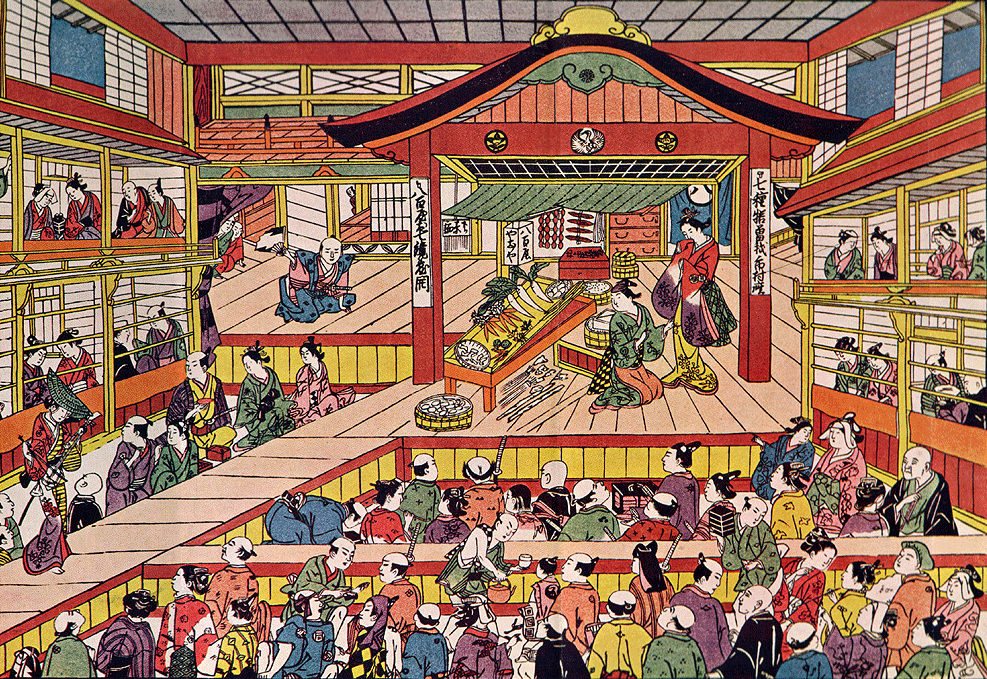
奥村政信 画『芝居浮繪』（しばい うきえ）寛保年間の葺屋町市村座。

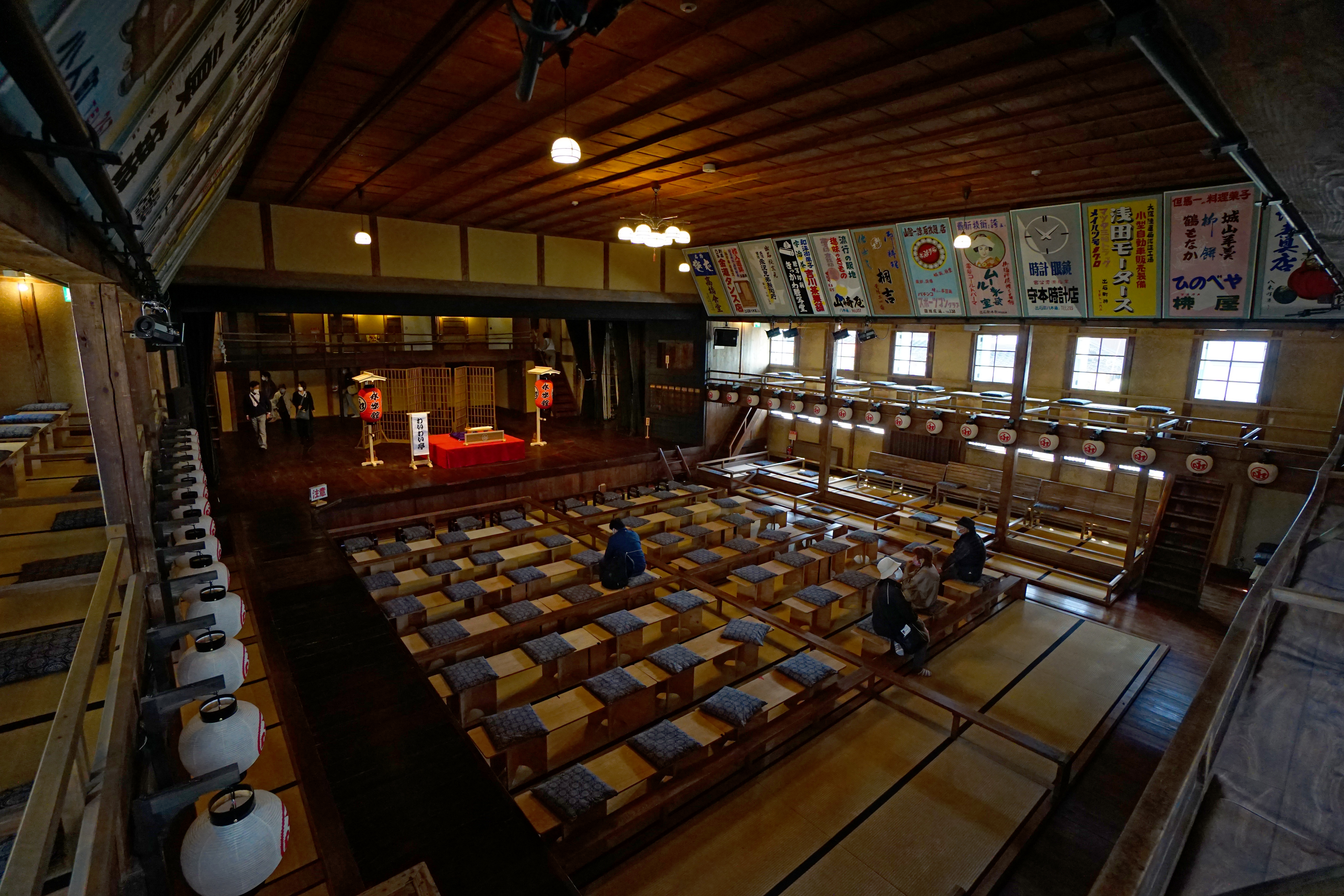
兵庫県豊岡市の永楽館（1901年竣工）

右の錦絵は寛保年間（1741–44年）葺屋町にあった市村座の様子が描かれている。間口の狭い桧舞台にはまだ能の名残りの飾り破風が架けられていたこと、既に桟敷は土間から板張りになってその上は屋根で被われていたこと、二階には座敷席がありその上には明かり取りの天窓があったことなどが見て取れる。ガス灯を劇場内に設置して夜間の上演を行うようになったのは明治11年（1878年）に開場した新富座が最初で、それ以前の上演は全て朝方から日没までだった。
舞台の延長として観客席を貫く「花道」は、役者主義の演劇でありサービス精神旺盛な歌舞伎にとって重要な装置であり、大坂では承応前期までに見られ、江戸でも延宝5年に創設され、独特の発達をとげた。花道は舞台の下手（客席から舞台に向って左側）よりに設けられ、演目によっては上手側にも「仮花道」が設けられるようになった。花道の客席側の突き当たりには「鳥屋（とや）」と呼ばれる小部屋があり、ここから役者がチャリンといった独特の音をたてて開く「揚幕（あげまく）」をくぐって花道へ出入する。
舞台中央には、舞台の一部を回転させて場面転換を容易にし、かつそれを見せ場にすることが可能な廻り舞台が設けられている。廻り舞台はその形状から「盆」とも呼ばれ、歌舞伎を発祥とする日本発の舞台機構である。
舞台にはまた「迫り（せり）」と呼ばれる昇降装置が何か所かに設けられている。迫りには大道具を上下させる「大迫り（おおぜり）」と役者を上下させる「小迫り（こぜり）」があり、いずれも人力で昇降させていた。また迫りはその位置によって「前迫り」「中迫り」などと呼ばれる。後代になると複数の大迫り・小迫りが廻り舞台の中に設けられたり、大迫りを分割して昇降させることが可能になったりして、舞台機構は飛躍的に複雑なものとなった。また花道の舞台寄り七三には人が一人入れるほどの小迫りが設けられているが、これが「すっぽん」と呼ばれる、妖怪変化の役どころの不気味な出の演出には欠かせない装置である。
これら「廻り舞台」「迫り」のほか、能舞台の破風の名残りの「大臣柱の撤去」「宙乗り」はいずれも大坂・道頓堀にて並木正三（なみきしょうざ）により考案・実演された。
この他、「鳴り物」と呼ばれる音曲や効果音の奏者たちが位置する「黒御簾（くろみす）」あるいは「下座（げざ）」と呼ばれる小部屋があり、下座の2階部分も義太夫節が奏でられる小部屋になっている場合もある。
舞台の最前面には「定式幕」と呼ばれる引き幕がある。かつて定式幕は江戸三座でそれぞれ異なるものを使用していた。現在、かつて中村座が使った「黒・柿色・白」の定式幕は平成中村座が、かつて市村座が使った「黒・柿色・萌葱」の定式幕は国立劇場が、そしてかつて森田座（守田座）が使った「萌葱・柿色・黒」の定式幕は歌舞伎座が、それぞれ踏襲して使用している。

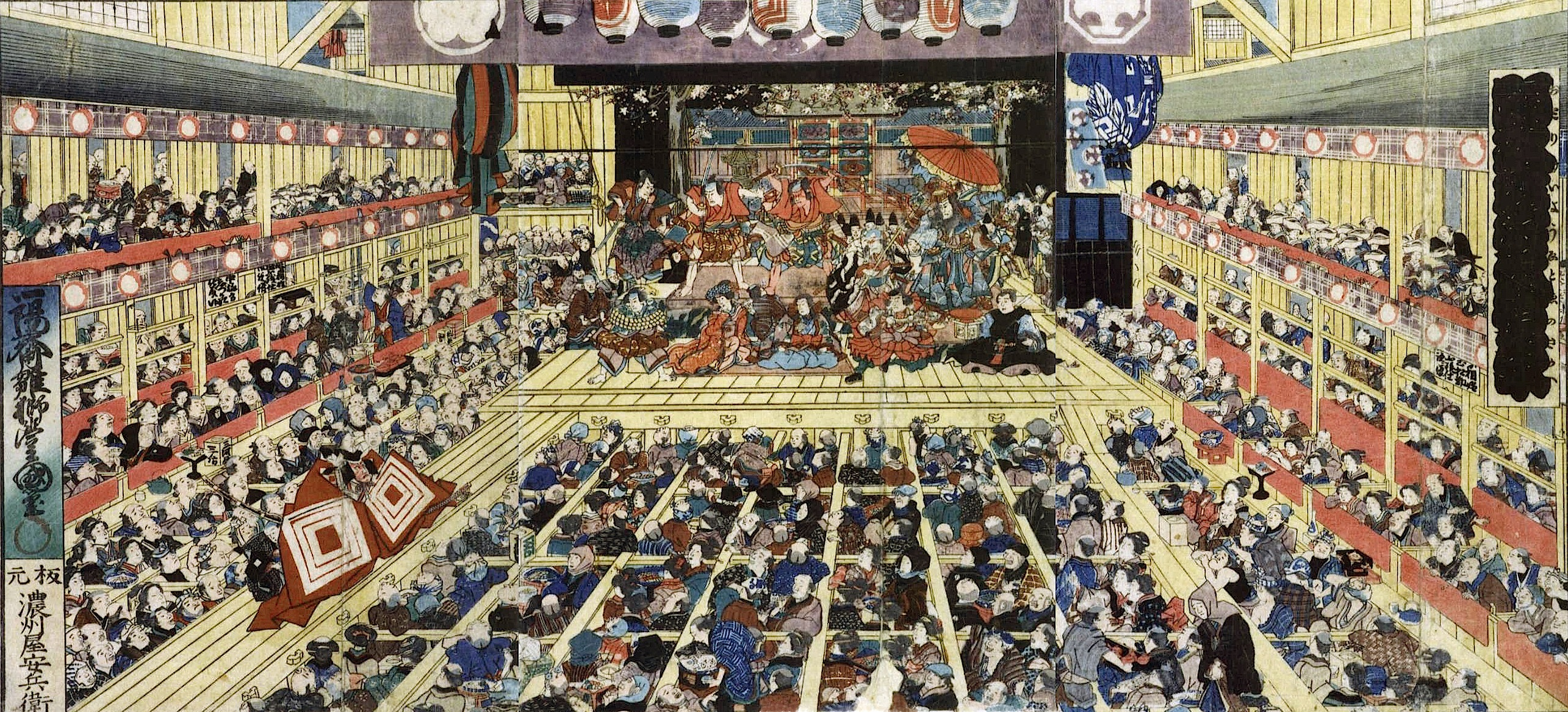
三代目歌川豊国 画『踊形容江戸繪榮』（おどり けいよう えどえの さかえ）

芝居小屋の内部は時を経るにつれて飛躍的な発達を遂げる。左の錦絵は猿若町に移転後の安政年間（1854–1859年）の市村座を大判三枚続物で描いたもので、そこには枡席で仕切られた中央の「平土間（ひらどま）」、花道・仮花道で区切られたその両側には一段高くなった「高土間（たかどま）」、さらにその外側の格子の奥には「鶉（うずら）」、そしてその上に場内をコの字に囲む2階席の「桟敷（さじき）」が見える。舞台から最も遠くに位置する2階正面の桟敷（この錦絵の視点）は特に「向桟敷（むこうさじき）」と呼ばれた。そこに陣取って舞台に掛け声をかける常連客が大向うである。さらに舞台下手奧（この錦絵の左の継ぎ目あたり）にも客席が設けられ、その1階部分を「羅漢台（らかんだい）」、2階部分を「吉野（よしの）」といった。

### プロセニアム型

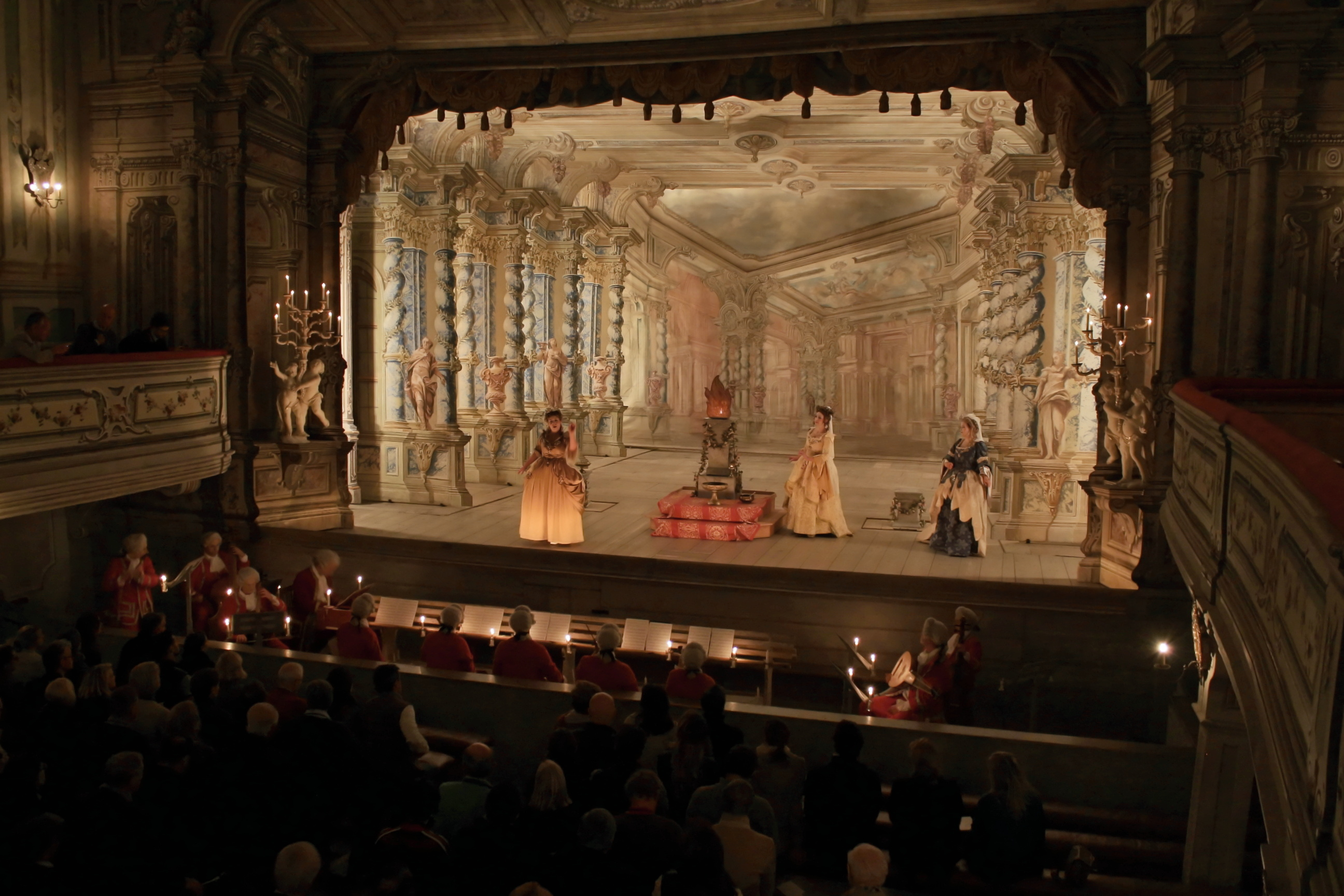
チェスキー・クルムロフ城にあるバロック劇場の舞台

プロセニアム・シアターと呼ばれるこの形式の劇場では、舞台と客席とがプロセニアムまたはプロセニアム・アーチと呼ばれる額縁状の構造物によって明確に区切られている。額縁部分には、装飾を施してある場合がしばしば見受けられる。プロセニアムのあるラインには、緞帳と呼ばれる大きな化粧幕を上げ下ろし出来るようになっていることがある。
典型的なプロセニアム・シアターでは、観客はプロセニアムに対して正面を向くように設置された座席に腰掛け、観劇する。開幕の言葉通り、劇の始まりと終わりや途中休憩の際には緞帳が開閉するが、演目や演出によっては全く緞帳を使わない場合もある。この形式はリヒャルト・ワーグナーによるバイロイト祝祭劇場によって完成され、18世紀以降、市民社会の発展と共に広まっていき、現在最も一般的な劇場スタイルとして認知されるに至った。
収容人数は劇場の大きさによってかなり異なる。
舞台の両端は、大道具を隠すことが可能なスペースが確保されている。また舞台の天井は、バトンと呼ばれる棒が何本も渡されており、舞台外から手動もしくは電動で上げ下げできるようになっている。これらの機構を活かした、スペクタクルな舞台演出が可能なのも、このような舞台構造の特徴と言える。
舞台となる領域が額縁で区切られているため、舞台の内側と外側を明確に分けてしまう。そのため、観客との間に心理的な距離が生まれてしまうことがある。これを解消する目的や、演出上の目的のために、舞台前面に仮設の舞台を付け足す場合がある。これを張り出し舞台、もしくは単に張り出しと呼ぶ。

### 張り出し舞台型
このタイプは、舞台が観客席に向かって突き出し、複数の方向から観客が舞台を囲う形式の劇場である。歴史は古く、古代ギリシアの劇場や、シェイクスピアが現役で活躍していた英国エリザベス朝の演劇なども、このような劇場で上演されていた。広義には、能舞台や、花道のある歌舞伎の劇場もこれ含まれる。
舞台が観客席に進出していることで、観客と俳優の心理的・物理的距離を縮め、舞台上の出来事をより身近に感じさせる効果がある。西欧における張り出し舞台の劇場では、観客席が急斜面になっていることが多い。これは、劇場内のどの客席にいても、俳優への距離を近く感じられるような効果を狙ってのものである。
収容人数は劇場の大きさによってかなり異なるが、あまり大きくなってしまうと、最後列の観客は舞台との一体感を損なうことになり、この形状であることの利点を失ってしまう。よって、100人以下から1000人規模程度までの劇場が多い。
またストリップ劇場には、デベソと呼ばれる張り出し舞台が組まれていることが多い。
欧米での代表的な張り出し型舞台の劇場には、アメリカ合衆国ミネソタ州ミネアポリスの、タイロン・ガスリー劇場などがある。同劇場は七方から舞台を囲う構造になっている。

### アリーナ型
観客が舞台を囲むこのタイプの劇場は、ヴィンヤード型コンサートホールと呼ばれ、クラシック専用のコンサートホールでよく見られる。客席を舞台の奥に用意することで、観客は指揮者の指揮を楽しむことが出来る。構造上、舞台上にはあまり込み入った機構を組み込むことができない。また、大がかりな舞台装置を設置するのにも通常はあまり向いていないとされる。逆に言えば、コストを抑えた舞台製作が可能な形式である。日本におけるヴィンヤード型コンサートホールの代表的なものとして、札幌コンサートホールKitara大ホールや、サントリーホール大ホール、ミューザ川崎シンフォニーホールなどがある。一方で、シューボックス型コンサートホールと呼ばれるホールでも、ステージを囲むように4面に客席を配するアリーナ形式のシューボックス型配置のホールがあり、日本における代表的なものとして、横浜みなとみらいホールや大阪のザ・シンフォニーホールなどが知られる。これらは「囲み型シューボックス形式」などとも呼称される。
演劇用の舞台としては、比較的新しい形態のものである。舞台が劇場の中央に設置され、観客と舞台上とのより深い一体感が得られる構造と言える。円形劇場、またはシアター・イン・ザ・ラウンドとも呼ばれる。東京都渋谷区神宮前にあった青山円形劇場が、日本で唯一の同形式の劇場だった（2015年2月に閉館）。

### フラットスペース型劇場
フラットスペース型の劇場とは、その名の通り、空間自体は平土間になっており、舞台や客席を自由に仮設できる方式の劇場を指す。和洋を問わず、小劇場や倉庫などを改造して作られた劇場などではフラットスペース型である場合が多い。また、展示会やファッションショーなどで使用されることも想定した劇場に、フラットスペース型を採用しているところも見受けられる。

### 劇場型レストラン
本格的な舞台を併設しているレストランもある。一般的な劇場では、飲食が禁止またはマナーとして自粛が求められる場合も多い。

## 舞台の設備
劇場の設備は、大きく建築設備と舞台設備に二分され、舞台設備は、舞台機構設備、舞台照明設備、舞台音響設備に三分される（映像設備を別区分とすることもある）。
舞台照明、舞台音響については、各記事を参照。

### 舞台各部の名称
舞台上で実際に演者が演技を行う場所で客席から見える範囲をアクティングエリアという。舞台と客席の境の開口部をプロセニアムといい、古典的なオペラハウスでは間口は高く、日本の古典芸能を主演目とする劇場では場合は間口は広いが低くなっている。
上手（かみて）は客席から見ると右側、舞台から見ると左側をいう（英語ではStage left）。一方、下手（しもて）は客席から見ると左側、舞台から見ると右側をいう（英語ではStage right）。
客席から見て舞台の奥側を舞台奥、前側を舞台前という。また、客席と舞台の境界を舞台端（ぶたいばな）または框（かまち）という。舞台の両サイドの上手と下手にある空間を舞台袖といい、通常は袖幕によって隠されている。
緞帳より客席側に出ている舞台部分をエプロンという。オーケストラピットの周囲を取り囲むように設けた通路舞台はシルバーブリッジという。また、歌舞伎舞台などにみられる舞台から出て客席を貫通している通路を花道という。
アクティングエリアに隣接する舞台側方のスペースをウイング（ふところ）といい、大きなものは側舞台として使用できるようになっている。また、舞台後方の背景面をホリゾント（サイクロラマ）といい、特に後舞台がある場合には幕で仕切られている。
舞台の上部には舞台幕やスクリーン、美術バトン、照明バトンなどを取り付ける簀の子（ブドウ棚）と呼ばれる設備が設置される。また、プロセニアムから簀の子までの緞帳や照明器具などを吊るためのスペースをフライズという。

### 舞台機構
舞台機構（ぶたいきこう）とは、前述の通り、劇場の設備のうち、建築設備を除いたもので、さらに舞台照明設備、舞台音響設備（および場合によっては映像設備）以外のものを指す。また、演出に応じて大道具等を転換するための舞台吊物機構や舞台床機構などの総称であり、さらに、照明、音響等の設備を負荷する吊物機構も含む。前述の通り、それ以外にも舞台機構に含めるものがある。現在では技術の進歩に伴い、かなり広い範囲を含む概念となっており、野外劇場の仮設舞台なども舞台機構の範疇である。
元来は、道具方の職分に関連して用いられ、その職分が広がっていった結果、言葉の指す範囲が広がっていったものであるから、前述の舞台設備の意味で舞台機構というのは誤用である（逆に舞台設備という言葉が狭い意味で舞台機構と同義で用いられることが多い）。この点で最も問題になるのは、舞台機構調整技能士という資格名である。

#### 舞台吊物機構
- 幕類用吊物機構
  - 緞帳（どんちょう） - プロセニアム形式の劇場において最も客席に近い位置に配置される昇降形式の幕[13]。
  - 定式幕 - 歌舞伎等の劇場に用いられる黒色、柿色、萌葱色の三色からなる引幕[13]。
  - 暗転幕 - 舞台転換を隠すための黒色の幕で通常は緞帳の後ろに配置される[13]。
  - 引割幕（ひきわり） - 舞台の中央から上手と下手の双方に開くことのできる引幕[13]。中割幕とも言う[13]。
  - 袖幕（そでまく） - 客席から側舞台が見えないよう上手と下手に一対ずつ奥行きに合わせて複数枚配置する細い幕（通常は黒色）[13]。
  - 一文字幕（いちもんじまく） - 舞台上部の大道具等を隠すため舞台の間口と平行になるように吊られた丈の短い幕[13]。通常は袖幕と同色で奥行きに合わせて複数枚配置する[13]。単に「もんじ」と呼ぶこともある。別名「霞幕（かすみまく）」。
  - 大黒幕（おおぐろまく） - 舞台後方のホリゾント幕の直前に吊られる幕で、ホリゾント幕や後壁を隠すための幕（通常は黒色）[13]。
  - ホリゾント幕 - 舞台最後部に吊られる幕で、舞台照明を当てて色彩の演出効果を高めるための幕[13]。薄いグレーまたは白色を用いる。
  - 東西幕（とうざいまく） - 元は歌舞伎用の定式幕の呼称。現在は、上手下手の側面に下げる幕を言う。
- 舞台照明用吊物機構 → 詳しくは舞台照明を参照
  - 照明バトン
  - フライブリッジ
  - その他
    - 照明用ラダー、昇降式タワー、照明用トラスなどが有る。
- 舞台音響用吊物機構
  - スピーカフライングシステムなどがある。
- 大道具用吊物設備
  - バトン（吊物バトン、美術バトン、道具バトンなどという）
  - 点吊装置 - 一点吊装置。大道具などを一点で吊り上げる機構。複数組み合わせて、舞台に対して水平方向について斜めに吊り上げる場合も有る。
  - その他
    - プロセニアム開口調整機構、吊込式音響反射板、防火シャッター、遮音カーテンなど

#### 舞台床機構
- 迫り（せり）機構
  - 大迫り
  - 中迫り
  - 小迫り
  - すっぽん迫り
  - 沈下床迫り - 後述のスライディングステージを使う際にできる段差をなくす機構。
  - 雛壇迫り - 舞台上に雛壇を作る機構、舞台面から上方にしか可動しない。
  - 運搬迫り - 運搬専用の迫り。当初から運搬迫りとして設けられることは少ないが、当初は演出目的をかねて作られたものが、性能その他の理由で演出利用できなくなり、運搬迫りとなったものは多い。当然ながら迫り上、および周辺に障害物がないときしか利用できず大変不便である。
  - オーケストラピット迫り - 舞台前方の客席スペースを沈下させて、オーケストラピットとするための機構。舞台面まで上昇させて、張り出し舞台として使えるものが多い。
  - 客席段床迫り - 客席可変装置の一種で迫り機構で、客席を平土間から、段床に可変するもの。座席の収納機能を備えているものが多い。
  - 花道迫り - 花道自体を沈下させて客席とする機構。本花道（仮花道）を沈下させるものと、脇花道を沈下させるものがある。脇花道の収納は、他にプロセニアム周り可変機構によるものがある。
  - 傾斜床装置 - 舞台床の奥を高くした傾斜舞台（開帳場）を作る機構。
  - 沈下式音響反射板
- 走行式舞台床機構
  - スライディングステージ
  - ステージワゴン
- 回り舞台機構
  - 回り舞台（平形、上（うえ）回し）
  - 回り舞台（円筒型、下（した）回し）
- その他
  - 可搬式床（ユニット床）
  - 奈落
  - 安全機構（昇降手すり、落下防止ネットなど）

#### その他の機構
- 残響可変装置
- 客席間仕切装置
- プロセニアム周り可変機構 - プロセニアムの開口幅、高さのみではなく、プロセニアムアーチ周辺の天井、壁面も含めて可変する機構。プロセニアム・アーチの記事に詳しい。
- 客席可変機構
- 走行式音響反射板

舞台機構に関係する代表的な業者として、以下が挙げられる（外部リンク）。
- 森平舞台機構
- 三精テクノロジーズ
- カヤバ システム マシナリー
- サンケン・エンジニアリング
- シミズオクト

### 4面舞台
4面舞台とは舞台の両袖および舞台の奥に舞台と同じ面積のスペースを有し、転換や演目変更を行う際の速やかな舞台装置の入れ替えを可能にした舞台。本来の舞台1面とあわせて4面と数える。複数の作品の長期上演を行うヨーロッパの歌劇場などでは普通の設備である。日本の劇場では国立劇場などの大劇場であっても4面舞台を備える劇場はなかった。大劇場としてはアクトシティ浜松の大ホール（1994年）が日本最初の4面舞台とされる。ほかに新国立劇場（1997年）、びわ湖ホール（滋賀県立芸術劇場）（1998年）、まつもと市民芸術館（2004年）、兵庫県立芸術文化センター（2005年）の各大ホールが4面舞台を有する。類似の構造として、愛知県芸術劇場（1992年）の下手袖の狭い3面舞台・よこすか芸術劇場（1993年）の両袖がスライドする3面舞台、富山市芸術文化ホール （オーバード・ホール）（1996年）の上手袖の狭い3面半舞台などがある。

## 客席

### 男・女別席
日本では1930年代まで、興行場の取り締まり規則に基づき常設館は男女別席であった。しかし映画館などでは男女別による席の制限はなく問題も生じていなかったことから、1931年（昭和6年）、警視庁は男女別制を時代遅れであるとして全国に先駆けて撤廃した。

## 事件

### 劇場で発生した事件
- 1865年 - リンカーン大統領暗殺事件
- 1881年 - リング劇場火災（en:Ringtheater）
- 1917年 - 長崎県神浦村の浪花節興行が行われていた小屋で火災が発生。93人が死亡[15]。
- 1903年 - イロコイ劇場火災
- 2002年 - モスクワ劇場占拠事件
- 2022年 - マリウポリの劇場への爆撃